# Charaxes petersi
Charaxes petersi är en fjärilsart som beskrevs av Van Someren 1969. Charaxes petersi ingår i släktet Charaxes och familjen praktfjärilar. Inga underarter finns listade i Catalogue of Life.